# 本郷通り (東京都)
本郷通り（ほんごうどおり）は、東京都千代田区神田錦町および内神田の神田橋交差点から北区滝野川の飛鳥山交差点に至る道路の通称である。全線が東京都市計画道路幹線街路放射第10号線の一部である。

## 概要
文京区本郷を通ることから、この名が付けられた。国道17号線内（湯島聖堂前交差点 - 東大弥生キャンパス前）は、都内で震度6弱以上が観測される地震が発生した場合、発生直後は緊急自動車専用路（第一次交通規制）となり、その後緊急交通路（第二次交通規制）となる。
国道17号線内は中山道、都道455号線内は日光御成街道（岩槻街道）の道筋である。現在でも国道17号の一部区間（都内では豊島区の西巣鴨交差点以北）が「中山道」と呼ばれ、本郷通りの延長線上にある国道122号の一部区間が「岩槻街道」と呼ばれている。
中野区、杉並区の本郷通り（中野本郷通り）は山手通りの弥生町1丁目交差点から環七通りの大聖堂入り口交差点の同名の別の通り。

## 法的名称
| 東京都道403号標識 | 国道17号標識 | 東京都道455号標識 |

各区間の法的名称は以下の通りである。
1. 千代田区神田錦町（神田橋交差点） - 文京区湯島一丁目 湯島聖堂前交差点：東京都道403号大手町湯島線
2. 文京区湯島一丁目 湯島聖堂前交差点 - 文京区弥生一丁目（東京大学弥生キャンパス前）：国道17号
3. 文京区弥生一丁目 - 北区滝野川二丁目 飛鳥山交差点：東京都道455号本郷赤羽線

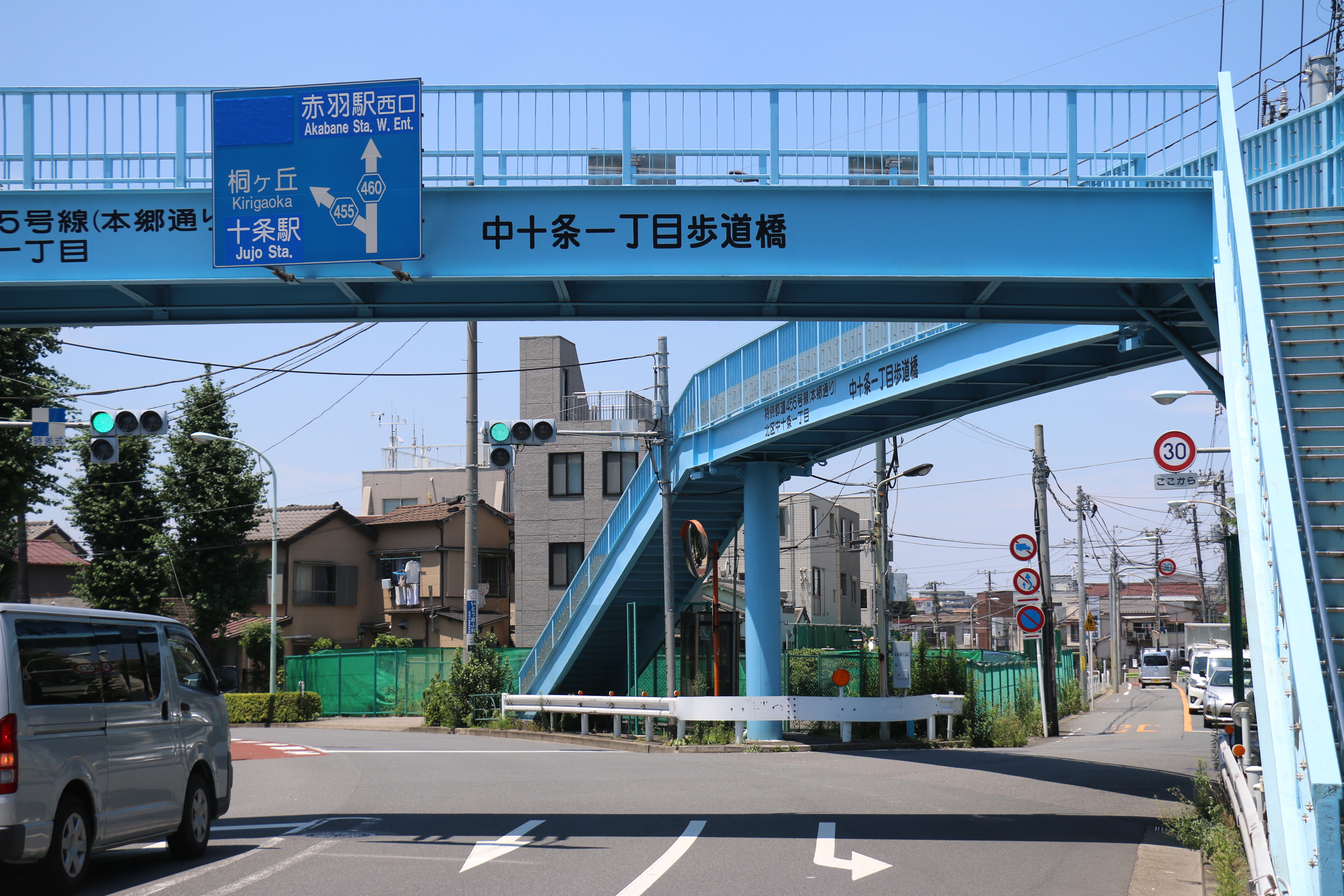
かつては飛鳥山交差点以北も本郷通りと呼ばれていた（北区中十条一丁目）

なお、千代田区神田錦町以南の都道403号は日比谷通りと呼ばれる。

## 西ヶ原一里塚
路線上の東京都北区西ヶ原に西ヶ原一里塚（国史跡）があり中央分離帯に保全している。西ヶ原一里塚は日光御成道二里目の一里塚として江戸時代に設置されたもので、大正時代に撤去されかけたが、渋沢栄一らを中心とする地元住民の運動で保存された。

## 主な史跡・名勝・施設
- 聖橋
- 東京大学正門
- 東京大学赤門
- 旧古河庭園
- 財務省造幣局
- 飛鳥山公園

## 主な交差する道路
| 交差する道路                                       | 交差する道路                                                                            | 交差点名                 | 所在地     | 所在地     | 所在地      |
| -------------------------------------------------- | --------------------------------------------------------------------------------------- | ------------------------ | ---------- | ---------- | ----------- |
| 東京都道403号大手町湯島線（日比谷通り） 大手町方面 |                                                                                         |                          |            |            |             |
| 首都高速都心環状線・東京都道402号錦町有楽町線      | 首都高速都心環状線・東京都道402号錦町有楽町線                                           | 神田橋                   | 内神田     | 神田錦町   | 千 代 田 区 |
| 東京都道302号新宿両国線（靖国通り）                | 東京都道302号新宿両国線（靖国通り）                                                     | 小川町                   | 神田小川町 | 神田小川町 | 千 代 田 区 |
| 東京都道405号外濠環状線（外堀通り）                | 東京都道405号外濠環状線（外堀通り）                                                     | ※オーバーパス            | 湯島       | 湯島       | 文 京 区    |
| 国道17号                                           | 国道17号（本郷通り）                                                                    | 湯島聖堂前               | 湯島       | 湯島       | 文 京 区    |
|                                                    | 東京都道403号大手町湯島線（本郷通り）                                                   | 湯島聖堂前               | 湯島       | 湯島       | 文 京 区    |
| （蔵前橋通り）                                     |                                                                                         | サッカーミュージアム入口 | 湯島       | 湯島       | 文 京 区    |
| 東京都道453号本郷亀戸線 （春日通り）               | 国道254号（春日通り）                                                                   | 本郷三丁目               | 本郷       | 本郷       | 文 京 区    |
| 東京都道319号環状三号線 （言問通り）               |                                                                                         | 本郷弥生                 | 本郷       | 本郷       | 文 京 区    |
| 東京都道319号環状三号線 （言問通り）               | 弥生                                                                                    | 本郷弥生                 |            |            | 文 京 区    |
|                                                    | 国道17号                                                                                |                          |            |            | 文 京 区    |
| 東京都道452号神田白山線                            | 東京都道452号神田白山線                                                                 | 向丘二丁目               | 向丘       | 向丘       | 文 京 区    |
| 東京都道458号白山小台線                            |                                                                                         | 駒本小学校前             | 向丘       | 向丘       | 文 京 区    |
| 東京都道437号秋葉原雑司ヶ谷線（不忍通り）          | 東京都道437号秋葉原雑司ヶ谷線（不忍通り）                                               | 上富士前                 | 本駒込     | 本駒込     | 文 京 区    |
| 首都高速中央環状線 （飛鳥山トンネル）              | 国道122号・東京都道305号芝新宿王子線 （明治通り） 首都高速中央環状線 （飛鳥山トンネル） | 飛鳥山                   | 滝野川     | 滝野川     | 北 区       |
| 国道122号（明治通り） 王子駅方面                   |                                                                                         |                          |            |            |             |

## 近接する主な路線・駅
- 小川町駅（都営新宿線）
- 新御茶ノ水駅（東京メトロ千代田線）
- 御茶ノ水駅（JR中央線快速・中央・総武緩行線・東京メトロ丸ノ内線）
- 本郷三丁目駅（東京メトロ丸ノ内線）
- 東大前駅（東京メトロ南北線）
- 本駒込駅（東京メトロ南北線）
- 駒込駅（JR山手線・東京メトロ南北線）
- 西ケ原駅（東京メトロ南北線）
- 飛鳥山停留場（都電荒川線）
- 王子駅（JR京浜東北線・都電荒川線）